# Taylor Harwood-Bellis
Taylor Jay Harwood-Bellis (Stockport, 30 de janeiro de 2002) é um futebolista inglês que atua como zagueiro. Atualmente, joga no Southampton.

## Carreira em clubes
Nascido em Stockport, Harwood-Bellis chegou ao Manchester City em 2008, aos 6 anos de idade. Fez parte do elenco que chegou à final da FA Youth Cup em 2019, formando dupla de zaga com o espanhol Eric García. 
Sua estreia como profissional foi em setembro do mesmo ano, contra o Preston North End, pela Copa da Liga Inglesa, vestindo a camisa 78. O primeiro jogo em competições europeias foi na vitória por 4 a 1 sobre o Dinamo Zagreb, pela Liga dos Campeões da UEFA, entrando no lugar de Nicolás Otamendi aos 82 minutos, marcando seu primeiro gol na vitória por 4 a 1 sobre o Port Vale, pela Copa da Inglaterra. Em dezembro, renovou seu contrato com o City por mais 4 anos.[carece de fontes?]
Em fevereiro de 2021, o zagueiro assinou por empréstimo com o Blackburn Rovers, disputando 19 jogos. Em junho do mesmo ano, foi emprestado ao Anderlecht por uma temporada, participando de 19 partidas (16 pelo Campeonato Belga e 3 pela UEFA Conference League). Voltou à Inglaterra em janeiro de 2022 para defender o Stoke City, atuando em 24 jogos (22 pela EFL Championship e 2 pela Copa da Inglaterra). Em julho, Harwood-Bellis assinou com o Burnley para a temporada 2022–23, marcando seu primeiro gol pela nova equipe no empate por 1 a 1 com o Preston North End. Durante sua passagem pelos Clarets, foram 35 partidas disputadas (32 pela EFL Championship, 1 pela Copa da Inglaterra e 2 pela Copa da Liga), regressando ao Manchester City após o final do período de empréstimo.
Em setembro de 2023, Harwood-Bellis foi emprestado pela quinta vez na carreira, desta vez ao Southampton, com opção de compra por 20 milhões de libras caso os Saints conquistassem o acesso à Premier League. Em julho de 2024, o Southampton anunciou a contratação em definitivo do jogador, que assinou por 4 temporadas.

## Carreira internacional
Defendendo as seleções de base da Inglaterra desde 2017, Harwood-Bellis foi o capitão da equipe na Eurocopa Sub-17 de 2019, marcando um gol sobre os Países Baixos na fase de grupos.
Representou ainda as equipes Sub-16, Sub-19 e Sub-20 e Sub-21, fazendo parte do elenco que venceu a Eurocopa de 2023, derrotando a Espanha na decisão. Em novembro, participou de um treino com a seleção principal do English Team.

## Estatísticas
| Clube                         | Temporada | Liga               | Liga  | Liga | Copa Nacional | Copa Nacional | EFL Cup | EFL Cup | Europa | Europa | Outras competições | Outras competições | Total | Total |
| Clube                         | Temporada | Divisão            | Jogos | Gols | Jogos         | Gols          | Jogos   | Gols    | Jogos  | Gols   | Jogos              | Gols               | Jogos | Gols  |
| ----------------------------- | --------- | ------------------ | ----- | ---- | ------------- | ------------- | ------- | ------- | ------ | ------ | ------------------ | ------------------ | ----- | ----- |
| Manchester City Sub-23        | 2018–19   | —                  | —     | —    | —             | —             | —       | —       | —      | —      | 3                  | 0                  | 3     | 0     |
| Manchester City Sub-23        | 2019–20   | —                  | —     | —    | —             | —             | —       | —       | —      | —      | 4                  | 0                  | 4     | 0     |
| Manchester City Sub-23        | 2020–21   | —                  | —     | —    | —             | —             | —       | —       | —      | —      | 1                  | 0                  | 1     | 0     |
| Manchester City Sub-23        | Total     | Total              | —     | —    | —             | —             | —       | —       | —      | —      | 7                  | 0                  | 7     | 0     |
| Manchester City               | 2019–20   | Premier League     | 0     | 0    | 1             | 1             | 2       | 0       | 1      | 0      | 0                  | 0                  | 4     | 1     |
| Manchester City               | 2020–21   | Premier League     | 0     | 0    | 2             | 0             | 2       | 0       | 0      | 0      | —                  | —                  | 4     | 0     |
| Manchester City               | 2021–22   | Premier League     | 0     | 0    | —             | —             | 0       | 0       | 0      | 0      | 0                  | 0                  | 0     | 0     |
| Manchester City               | 2022–23   | Premier League     | 0     | 0    | —             | —             | —       | —       | 0      | 0      | 0                  | 0                  | 0     | 0     |
| Manchester City               | 2023–24   | Premier League     | 0     | 0    | —             | —             | —       | —       | 0      | 0      | 0                  | 0                  | 0     | 0     |
| Manchester City               | Total     | Total              | 0     | 0    | 3             | 1             | 4       | 0       | 1      | 0      | 0                  | 0                  | 8     | 1     |
| Blackburn Rovers (empréstimo) | 2020–21   | Championship       | 19    | 0    | —             | —             | —       | —       | —      | —      | —                  | —                  | 19    | 0     |
| Anderlecht (empréstimo)       | 2021–22   | Jupiler Pro League | 16    | 0    | 0             | 0             | —       | —       | 3      | 0      | —                  | —                  | 19    | 0     |
| Stoke City (empréstimo)       | 2021–22   | Championship       | 22    | 0    | 2             | 0             | —       | —       | —      | —      | —                  | —                  | 24    | 0     |
| Burnley (empréstimo)          | 2022–23   | Championship       | 32    | 1    | 1             | 0             | 2       | 0       | —      | —      | —                  | —                  | 35    | 1     |
| Southampton (empréstimo)      | 2023–24   | Championship       | 40    | 2    | 3             | 0             | —       | —       | —      | —      | 3                  | 0                  | 46    | 2     |
| Southampton                   | 2024–25   | Premier League     | 9     | 1    | 0             | 0             | 1       | 1       | —      | —      | —                  | —                  | 10    | 2     |
| Total                         | Total     | Total              | 138   | 4    | 9             | 1             | 7       | 1       | 4      | 0      | 11                 | 0                  | 169   | 6     |

1. ↑  Inclui as Copas da Inglaterra e da Bélgica
2. 1 2 3  Jogos pelo Johnstone Paint Trophy
3. ↑  Jogos pela Liga dos Campeões da UEFA
4. ↑  Jogos pela UEFA Conference League
5. ↑  Inclui os jogos pelos playoffs de acesso da EFL Championship.

## Títulos
Manchester City
- Copa da Liga Inglesa: 2019–20[carece de fontes?]

Burnley
- EFL Championship: 2022–23[21]

Inglaterra Sub-21
- Eurocopa Sub-21: 2023[22]